# Piezarina smaragdina
Piezarina smaragdina är en skalbaggsart som beskrevs av Martins 1976. Piezarina smaragdina ingår i släktet Piezarina och familjen långhorningar.
Artens utbredningsområde är Panama. Inga underarter finns listade i Catalogue of Life.